# Gajówka Łuczynów
Gajówka Łuczynów – część wsi Łuczynów (do 31 grudnia 2002 gajówka) w Polsce, położona w województwie mazowieckim, w powiecie kozienickim, w gminie Kozienice.